# کنی دلمار
کنی دلمار (انگلیسی: Kenny Delmar؛ ‏ ۵ سپتامبر ۱۹۱۰ – ۱۴ ژوئیهٔ ۱۹۸۴) بازیگر اهل ایالات متحده آمریکا بود.
از فیلم‌ها یا مجموعه‌های تلویزیونی که وی در آن‌ها نقش داشته است، می‌توان به ماجراهای تنسی تاکسیدو و چاملی اشاره نمود.